# إليزابيث كيكلي
إليزابيث هوبس كيكلي (فبراير 1818 - مايو 1907) هي خياطة وناشطة مدنية ومؤلفة ناجحة في واشنطن العاصمة. اشتهرت بأنها الخياطة الشخصية وأمينة سر السيدة الأولى ماري تود لينكولن.
وُلدت كشخص مستعبد، وكانت مملوكة لوالدها، أرمستيد بورويل، ولاحقًا ابنته التي كانت أختها غير الشقيقة، آن بورويل جارلاند. أصبحت ممرضة لطفل رضيع عندما كانت في الرابعة من عمرها. تلقت معاملة وحشية، بما في ذلك الاغتصاب والجلد إلى حد النزف، من أفراد عائلة بورويل وصديق لهم. عندما أصبحت خياطة، اعتقدت عائلة جارلاند أنه من المفيد ماليًا جعلها تصنع ملابس للآخرين. ساعدت الأموال التي جنتها في دعم عائلة جارلاند المكونة من سبعة عشر فردًا.
في نوفمبر 1855، اشترت حريتها وابنها في سانت لويس بولاية ميزوري. انتقلت كيكلي إلى واشنطن العاصمة في عام 1860. أسست شركة خياطة ازدهرت لتشمل 20 خياطة. كان زبائنها زوجات نخبة من السياسيين، بما في ذلك فارينا دافيس، زوجة جيفيرسون دافيس، وماري آنا كاستيس لي، زوجة روبرت إدوارد لي.
بعد الحرب الأهلية الأمريكية، كتبت كيكلي سيرتها الذاتية ونشرتها بعنوان: وراء الكواليس: أو ثلاثون عامًا من العبودية وأربع سنوات في البيت الأبيض (1868). لقد كانت عبارة عن قصص الرقيق وتصوير للعائلة الأولى، وخاصة ماري تود لينكولن، وكانت مثيرة للجدل بسبب المعلومات التي كشفت عنها حول حياة لينكولن الخاصة.

## العبودية

### نشأتها
ولدت إليزابيث كيكلي عبدةً في فبراير 1818، في دينويدي كنتري كورت هاوس، دينويدي، فيرجينيا، جنوب بطرسبورغ. كانت الطفلة الوحيدة لأمها أغنيس، وهي امرأة سوداء فاتحة البشرة كان أسلافها البيض من الأرستقراطيين. كانت والدتها، الملقبة بـ «أغي»، «عبدة منزل» تعلمت القراءة والكتابة على الرغم من أن ذلك كان غير قانوني للعبيد. صنعت ملابس لـ 82 شخصًا: 12 فردًا من عائلة بورويل و 70 شخصًا من عبيدهم. علمت كيكلي أن والدها كان أرمستيد بورويل من والدتها قبل وفاتها مباشرة. كانت طبيعة العلاقة بين أغنيس وبورويل غير معروفة. سمح بورويل لأغنيس بالزواج من جورج بليزانت هوبس، وهو عبد متعلم عاش وعمل في منزل أحد الجيران خلال طفولة كيكلي المبكرة. عندما انتقل مالك هوبس بعيدًا، انفصل هوبس عن أغنيس. على الرغم من أنهما لم يلتقيا مجددًا إطلاقًا، لكنهما تبادلا الرسائل لسنوات عدة. أشارت إليزابيث كيكلي لاحقًا إلى أن «أغلى الذكريات في ذهني هي الرسائل القديمة الباهتة التي كتبها، مليئة بالحب والأمل بأن المستقبل يحمل في طياته أيامًا أكثر إشراقًا».
استُعبدت كيكلي من قبل بورويل، الذي خدم برتبة عقيد في حرب عام 1812، وزوجته ماري. عاشت في منزل بورويل مع والدتها وبدأت العمل عندما كانت في الرابعة من عمرها. كان لدى عائلة بورويل أربعة أطفال دون سن العاشرة، وعُينت كيكلي لتكون جليسة لطفلتهم الرضيعة إليزابيث مارغريت. عوقبت كيكلي بقسوة إذا فشلت في رعاية الطفلة بشكل صحيح. في أحد الأيام، قلبت المهد بعيدًا عن غير قصد، مما تسبب في دحرجة الرضيعة على الأرض، وضربتها ماري بورويل بشدة نتيجة ذلك. عندما كبرت، ساعدت كيكلي والدتها في صنع الملابس.

### سنوات المراهقة
في سن الرابعة عشرة، في عام 1832، أرسل بورويل كيكلي «على سبيل الإعارة السخية» للعيش مع ابنه الأكبر روبرت بورويل وخدمته في مقاطعة تشيسترفيلد، فيرجينيا، بالقرب من بطرسبورغ، عندما تزوج من مارجريت آنا روبرتسون. كان روبرت الأخ غير الشقيق لإليزابيث وكانت إليزابيث خادمتهم الوحيدة. أعربت العروس الجديدة عن ازدرائها لكيكلي، ربما لأن أصلها الأبيض الواضح جعل المرأة الأكبر سنًا غير مرتاحة؛ وربما كانت كيكلي تشبه روبرت. صعّبت مارجريت الحياة المنزلية لكيكلي الشابة خلال الأربع سنوات التي تلت ذلك. انتقلت العائلة إلى هيلزبورو (كارولاينا الشمالية) حيث كان روبرت وزيرًا وأدار مدرسة بورويل للبنات من منزله من عام 1837 إلى عام 1857. وصرحت كيكلي أن مارجريت بدت «راغبة في الانتقام» منها.
جندت مارجريت جارها ويليام جيه بينغهام للمساعدة في إخضاع «كبرياء إليزابيث العنيد». عندما كانت كيكلي في الثامنة عشرة من عمرها دعاها بينغهام إلى مسكنه وأمرها بخلع ملابسها حتى يتمكن من ضربها. رفضت كيكلي، قائلة إنها لم تعد صغيرة، و «لن تجلدني ما لم تثبت أنك أقوى». «لا أحد له الحق في جلدي غير سيدي، ولن يجلدني أحد طالما بإمكاني منع ذلك». ربط بينغهام يديها وضربها، وأعادها إلى سيدها بظهر مليء بالكدمات النازفة. في الأسبوع التالي، جلدها بينغهام مرة أخرى حتى التعب، وعادت مرة أخرى إلى سيدها مفعمة بالكدمات النازفة على ظهرها. بعد أسبوع، جلدها بينغهام مرة أخرى حتى التعب، بينما كانت تكتم دموعها وتبكي. في الأسبوع التالي، بعد محاولة أخرى «لكسرها»، عطف قلب بينغهام عليها، «انفجر بالبكاء، وأعلن أن ضربها بعد الآن سيكون خطيئة». استسمح منها وقال لها إنه لن يضربها مرة أخرى. وبحسب كيلكي فقد أوفى بوعده.

عندما كانت تبلغ من العمر 18 عامًا، حوالي عام 1836، أُعطيت كيكلي لصديق مالكها، ألكسندر إم كيركلاند. أيضًا في هيلزبورو، وكان رجلًا أبيض بارزًا في المجتمع. اغتصب إليزابيث لمدة أربع سنوات مما وصفته بـ «المعاناة والإهانة الشديدة». في عام 1839، أنجبت ابن كيركلاند وسمته جورج تيمنًا بزوج والدتها.
لمدة أربع سنوات، كان الرجل الأبيض، سأجنب العالم ذكر اسمه، مصممًا على كسري. لا يهمني الخوض في الموضوع، فهو موضوع محفوف بالألم. يكفي أن أقول إنه اضطهدني لمدة أربع سنوات، وأنا أصبحت أمًا.
- إليزابيث كيكلي

### سنوات الرشد
عادت إلى فرجينيا حيث خدمت آن بورويل جارلاند ابنة ماري وأرمستيد بورويل وزوجها هيو أ.جارلاند. كانت آن أختها غير الشقيقة. تنقلت عائلة جارلاند عدة مرات وانتهى بهم الأمر في سانت لويس بولاية ميزوري في عام 1847. اصطحبوا أغي وإليزابيث وجورج معهم لرعاية أطفالهم ولمهارات الخياطة. أصبحت كيكلي خياطة ماهرة، وعملت لساعات طويلة مساهمةً من خلال دخلها في دعم عائلة جارلاند المكونة من سبعة عشر فردًا، إذ عانت العائلة من أزمات مالية كبيرة في ذلك الوقت. عملت كيكلي وعاشت في سانت لويس لأكثر من 12 عامًا، مما أعطاها فرصة الاختلاط بالمواطنين السود الأحرار. وأنشأت صلات مع نساء المجتمع الأبيض، إذ اجتُذبوا إليها لكونها خياطة ماهرة.